# اروین کازمیر
اروین کازمیر (آلمانی: Erwin Casmir; ۲ دسامبر ۱۸۹۵ – ۱۹ آوریل ۱۹۸۲) شمشیرباز اهل آلمان بود.
وی در مسابقات کشوری و بین‌المللی در مجموع برندهٔ ۱ مدال نقره، ۲ مدال برنز شده‌است.